# 中村隆資
中村 隆資（なかむら りゅうすけ、1951年5月22日 - ）は、日本の小説家。本名・中村隆。
東京都出身。早稲田大学法学部卒業。ニッカウヰスキー勤務、塾講師、雑誌・タウン情報誌記者、コピーライターなどを経て、1989年「流離譚」で第69回文學界新人賞受賞。1990年、「流離譚」で第102回芥川龍之介賞候補。1993年、「天下を呑んだ男」で第14回吉川英治文学新人賞候補。

## 作品リスト

### 小説
- 『地蔵記』（1992年、文藝春秋）
  - 流離譚
  - 地蔵記
- 『天下を呑んだ男』（1992年、講談社/1996年9月、講談社文庫、副題・「秀吉」が生まれた朝/『IN★POCKET』1992年6月号、9月号、10月号）
- 『秋津洲物語』（1996年、PHP研究所）
- 『堯帝春秋』（2001年、講談社）
- 『神なき国の神々』（2004年、双葉社）
  - 武智麻呂の虫
  - 与一
  - 敢えて銘を刻まず
  - 勘弁ならねえ
  - 狐落とし
  - 私はひばり
- 『出雲願開舟縁起』（2005年、講談社）

#### アンソロジー収録作品
- 夏の鮟鱇（『異色時代短篇傑作大全』1992年、講談社）
- 西施と東施（『異色中国短篇傑作大全』1997年、講談社）
- 獲物（『輝きの一瞬 短くて心に残る30編』1999年、講談社）

#### 単行本未収録作品
- 冬の寒抜（『小説現代』1998年6月号）
- 食客三人（『季刊歴史ピープル』1998年盛秋特別号）
- 神田の楠公（『問題小説』2004年4月号）

### 共著
- 運命の剣　のきばしら（1997年6月、PHP研究所/1999年2月、PHP研究所）
  - 火坂雅志、東郷隆、宮部みゆき、安部龍太郎、鳴海丈、宮本昌孝とのリレー小説、「敢えて銘を刻まず」所収